# Synanceia
Synanceia is een geslacht van straalvinnige vissen uit de familie van steenvissen (Synanceiidae). Het geslacht is voor het eerst wetenschappelijk beschreven in 1801 door Bloch & Schneider.

## Soorten
- Synanceia alula Eschmeyer & Rama-Rao, 1973
- Synanceia horrida (Linnaeus, 1766) – Wrattensteenvis
- Synanceia nana Eschmeyer & Rama-Rao, 1973 – Arabische steenvis
- Synanceia platyrhyncha Bleeker, 1874
- Synanceia verrucosa Bloch & Scheider, 1801 – Steenvis